# Аггада
Аггада (Агада, Хагада, Хаггада, от ивр. אגדה‎, הגדה‎ — «повествование») — большая область иудейской литературы Устного Закона (Талмудов) и более поздних мидрашей, не относящаяся к законодательной части (галахе). В то время как галаха представляет совокупность правовых норм и предписаний ритуального характера, аггада содержит в себе, главным образом, поучения и афоризмы религиозно-этического характера, исторические предания и легенды. В то время как галаха нормировала жизнь, аггада воспитывала народ в духе этих норм. Аггада в талмудической литературе не выделяется структурно, но излагается вперемежку с галахой и в связи с нею.
По определению Авигдора Шинана, к аггаде относится всё, что не является галахой, в неё могут входить: сюжеты, связанные с персонажами Писания и проясняющие их поведение, исторические рассказы, предания о мудрецах, герменевтические штудии, философские притчи, анекдоты, байки, назидания и т. д.
Агадист — автор агадического текста, позже — изучающий агаду; в отличие от галахиста, делающего то же самое с галахой.

## В Талмуде
Агадических текстов в Мишне сравнительно немного, они обычно расположены в конце практически каждого трактата либо в конце изложения взглядов какого-либо религиозного авторитета. В гемаре агадические тексты также, как правило, находятся на стыках разделов галахического характера. Агадические тексты в гемаре Иерусалимского Талмуда занимают около трети объёма, а в гемаре Вавилонского Талмуда — около четверти. Большая часть авторов-агадистов проживала в Палестине, и агадический материал гемары Вавилонского Талмуда большей частью написан ими.

## Жанры агады
Агада основывается на библейском тексте, представляя собой обширные комментарии и толкования этого текста, нередко в аллегорической и поэтической форме.
По своему составу агада очень разнообразна, но в значительной степени она построена на символических формах повествования. К используемым жанрам принадлежат притчи, басни, параболы, аллегорические и гиперболические рассказы. Выделяется особый жанр мусар (מוסר‎ — «наставление, этика») — наставления, этические поучения.
Один из приёмов агадистов состоит в пользовании библейскими стихами для сочинения дидактических монологов и диалогов. Рассматривая какой-нибудь библейский факт, они излагают свои мысли по поводу этого факта, при свете своего времени и способа мышления, но в виде диалога или беседы между действующими лицами библейского рассказа, часто — при помощи библейских стихов, вырванных из контекста и приспособленных к данному случаю.
При этом они обыкновенно вкладывают в уста одного из беседующих свои собственные мысли и замечания, часто критического свойства, проявляя в этой критике большую смелость суждения, и не щадя ни пророков, ни патриархов, ни законодателя Моисея. Агадисты не стеснялись вводить в свои диалоги в качестве беседующего лица и самого Бога. У агадистов беседуют и полемизируют все и со всеми; даже с неодушевленными предметами (например, р. Пинхас бен-Иаир с рекой (трактат Авода Зара, лист 17б)); при этом все высказываются при помощи библейских стихов — даже фараон и римский сенат.
Самая любимая форма у агадистов — парабола (משל‎), которая в Талмуде и мидрашах встречается на каждом шагу; ею пользовались, когда хотели какую-нибудь отвлечённую мысль пояснить примером из практической жизни.
Обычным вступлением к параболе служит выражение, начинающееся со слова машал: «возьмём для сравнения царя, который…» и т. д., причём царское звание необязательно имеет отношение к рассматриваемому в параболе действию; царь взят в этих сравнениях только как лицо, могущее совершать всякие действия, даже такие, которые обыкновенным смертным оказываются не под силу.
Не менее часто агадисты прибегали к гиперболическим изображениям (арам. גומזא), где фантазии не ставилось никаких пределов. Если, например, римляне производят избиение в городе, то по агаде при этом погибает не менее четырёх миллионов людей, или даже сорок миллионов; а в школах этого же города (Бейтар) обучалось не менее 64 миллионов детей (трактат Гиттин, лист 58). Числа 60, 400, 1000 и подобные им употребляются в агаде почти всегда не для выражения точного количества, а в смысле множества вообще.
В агаде различаются два вида басен: эзоповская басня, известная у талмудистов под названием «басни о лисе», и краткие рассказы об остроумных и ловких проделках разных шутников в затруднительных случаях, обозначенные в Талмуде общим именем «басни мыльщиков» (то есть краснобаев, балагуров). Оба эти вида творчества были в ходу у таннаев (I век н. э.) и впоследствии почти сошли на нет; так, один из позднейших авторов жалуется, что к его времени известны всего три «басни о лисицах», в то время как таннаи р. Меир знал до трехсот таких басен.
В агаде разбросана также масса практических сведений по всем современным её авторам областям знания: по географии, зоологии, ботанике, анатомии, физиологии, патологии и терапии, астрономии, астрологии, математике, лингвистике, психологии индивидуальной и психологии народов. Однако, агадисты не придают большой важности таким знаниям и мало считаются с идеей законов природы. В то время как галахисты знают, что Земля имеет шарообразный вид; для агадистов же Земля похожа на веранду, с одной стороны совершенно открытую; в то время как галахисты имеют представление о том, что заболевания живого организма находятся в связи с анатомическими изменениями различных его частей; у агадистов же источники болезней носят нередко мистический характер; медицина агадистов, в отличие от галахистов, полна суеверных чудес. Чудеса в агаде совершаются на каждом шагу, и часто без всякой сюжетной необходимости, просто, чтобы сделать данный момент более интересным. Для совершения этих беспрестанных чудес у агадистов выработался целый технический аппарат, в котором фигурируют и ангелы (Михаил, Рафаил и Гавриил), и тёмные силы нечистого мира (ангел Смерти, Асмодей, Самаил, Лилит и др.). Помимо этого особого отношения к реальности, агадисты, особенно вавилонские, подобно почти всем своим современникам верили в колдовство, волшебство, чародейство, в заклинания, заговоры и нашёптывания. Большое внимание в агаде уделяется толкованию снов.
В агаде немало исторических рассказов; но в то время, как галаха старается устанавливать в событиях прошлого хронологический порядок и историческую преемственность, агада без всякого стеснения смешивает и перепутывает времена и события, приводит лиц одной эпохи в соприкосновение с фактами и лицами другой эпохи, невзирая на сотни разделяющих их лет. При этом предполагается, что независимо от знаний читателя о реальных исторических событиях, подобное смешение будет правильно понято только как средство для извлечения какой-нибудь религиозной или этической сентенции. Часто такое смешение используется для утверждения исторической однородности и непрерывности традиции еврейства. Героями исторических рассказов агады являются не только библейские персонажи, но и исторические лица более поздних времён. Однако главными персонажами агады остаются еврейские законоучители и мудрецы I века до н. э. — III века н. э.
В агаде повествование нередко развёртывается вокруг событий и персонажей, о которых лишь кратко рассказывается в Библии, при этом библейский рассказ расширяется массой дополнительных подробностей.

## Возникновение агады
Начала традиции агады могут быть усмотрены в таких библейских притчах, как парабола о деревьях, ищущих царя, с которой Иофам обращался к жителям Сихема (Суд. 9:7—21), изобличающий царя Давида рассказ пророка Натана о ягнёнке, похищенном у бедняка, и парабола пророка Исаии о винограднике друга (Ис. 5:1—7).
Возникновение агады относится ко II веку до н. э. (кн. Юбилеев, которая, впрочем, не вошла в канон, но сюжетика её может перекликаться с агадическими сказаниями).
До того, как агадический материал стал собираться и записываться, существовала длительная устная традиция агады.
Списки агады стали появляться довольно рано и с течением времени, по мере их размножения, стали поглощать в себя всю народную словесность.
Часть агады была собрана в книгах, которые особо упоминаются в Талмуде.
Агада развилась раньше, чем галаха, и первоначально была более разработана. В силу того, что агада по своему характеру представляет менее формальную и строгую область, чем галаха — работа агадистов в большей степени подвергалась риску забвения.
Образцы самой старой агадической литературы, кроме содержащих квинтэссенцию этических воззрений, собранных в трактате Мишны «Поучения отцов» и некоторых исторических отрывков, не сохранились; некоторые заключения о характере древней агады можно сделать по более поздним образцам. Наиболее крупным агадистом из первых поколений таннаев (I век н. э.) считается Иоханан бен-Заккаи. Он не ограничивается, подобно первым авторам «Поучений отцов», короткими афоризмами религиозно-этического свойства, а раскрывает методы, которыми он приходит к своим умозаключениям и указывает источники, из которых черпает свою житейскую мудрость, причём пользуется для своих агадических поучений библейскими стихами именно галахического характера. Его агадическое творчество служило образцом для лучших агадистов следующих поколений.
Хотя галаха противопоставляется агаде, которая, по выражению палестинского Талмуда, «не запрещает и не разрешает», между ними существует глубокая и органичная связь. Первая теоретически разрабатывала и развивала ритуальные формулы, вторая же дополняла и обосновывала первую, старалась сделать народ восприимчивым к галахе. Задача галахи была организаторская, задача же агады — агитационная.
Помимо мидрашей (от דרש‎, драш — изучать), вошедших в Талмуд, агада представлена в виде целого ряда мидрашей, написанных позднее составления Талмуда.

## Развитие агады
Если первоначально методы, использовавшиеся для обоснования галахи и агады различались, то ко времени амораев (III—V века н. э.) эти приёмы уже были едины. Так, метод толкования не текста в целом, а лишь отдельных слов, широко применяемый для обоснования галахических подробностей и частностей начиная с школы Акибы бен-Иосифа, был доведён амораями-агадистами вавилонского Талмуда и поздних мидрашей до крайней степени вычурности; для всех своих сентенций, изречений, рассказов и легенд они отыскивали подходящий стих, причём в уклонениях от прямого смысла шли гораздо дальше, чем галахисты — слова текста брались в каком угодно смысле, невзирая на грамматику, и без малейшей связи с контекстом. Аггадисты считали себя не комментаторами, но истолкователями Писания в герменевтическом смысле, пользуясь библейским текстом лишь как канвою, на которой можно вывести агадические узоры. Так, в трактате Гиттин, лист 7 а агадист спрашивает, что значат слова «кино», «димона», «адада»? А на ответ «это — имена местностей в Палестине», с удивлением возражает: «А я разве этого не знаю? Но эти слова можно толковать и иносказательно».
В течение многих веков аггада была весьма популярной формой духовного общения: трибуной, эстрадой, сатирой, хвалебным гимном.

## Мировоззрение агады
Привести мировоззрение всех агадистов и отношение их к человеку, миру и Богу в какую-то законченную систему невозможно. Агада составлялась из разнообразных элементов авторами, жившими в разные эпохи, в различных странах и находившимися под влиянием разнороднейших обстоятельств. Вследствие этого агада содержит множество разноречивых взглядов: один автор превозносит занятие ремеслами и земледелием, считая их первым условием нравственной жизни; другой же говорит: «Я оставляю все занятия в мире и обучаю своего сына исключительно Торе»; одни хвалят Рим за введённое им благоустройство; другие хулят его за жестокость и своекорыстие; одни осуждают изучение греческого языка; другие говорят, что в Палестине допустимы только два языка — библейский и греческий. Но тем не менее возможно говорить об общем духе агады, она проникнута проповедью строгой умеренности и воздержания, не доходящего, однако, до аскетизма, до полного отречения от жизни, с особенной настойчивостью она проповедует следующие добродетели: строгую правдивость, миролюбие, смирение, уступчивость и благотворительность во всех её видах (особенно посещение больных, и погребение умерших без различия вероисповедания), уважение к человеку вообще и к старшим в особенности, почтение к науке и к учёным.
Руководящим принципом в жизни и всей деятельности евреев агада считает веру в бессмертие души и загробное воздаяние и в высокое призвание еврейского народа как обладателя Торы и монотеизма.
В воззрениях на Бога, на природу, на человека агадисты не были свободны от некоторых древнеперсидских и греческих влияний, включая учение гностиков. Бог создал мир из ничего; однако допускается, что три элемента (вода, воздух и огонь) существовали до мироздания (трактат Шемот раба, лист 15). Всякое содействие Создателю со стороны какой-либо внешней силы абсолютно исключается; но допускается, что при сотворении человека Творец совещался с небесной коллегией. Нашему миру уже предшествовали другие миры, которые были затем разрушены Богом.
С другой стороны, некоторые места в аггаде посвящены полемике с саддукеями, христианами, гностиками.
Придерживаясь несколько пессимистического взгляда на жизнь человека, агадисты полны оптимизма в отношении мирового порядка. «Рассуждали и решили, что человеку было бы лучше не родиться», ибо земная жизнь его коротка и подвержена всяким невзгодам; «но раз он родился, он должен видеть свое назначение в том, чтобы делами добрыми и благочестивыми заслужить благоволение Бога». К этому обязывает его также его достоинство, как венца и центра мира. Зато будущее рисуется агадистам в чрезвычайно радужном свете; это какое-то вечное блаженство, когда даже лучи солнца будут светить ярче, чем теперь. Главная доля в этом грядущем блаженстве принадлежит, конечно, народу Израильскому, как исполнителю заветов Божиих; но его удостоятся и благочестивые иноверцы. Агада послужила источником развития еврейской эсхатологии.

## Влияние агады
В более позднее время, в раввинской литературе проявлялось двойственное отношение к агаде. Хотя она оставалась неразрывной частью Устного Закона, одни авторы с недоумением относились к избытку чудес, называя агадические сочинения «книгами кудесников»; другие скептически относились к постоянному перетолковыванию библейских стихов в ущерб прямому смыслу. С другой стороны, несмотря на то, что в самом Талмуде имеются не совсем одобрительные отзывы об агаде, и несмотря на мнения множества авторитетов, многие ревнители веры понимали все агадические перетолковывания, гиперболы и чудеса в буквальном смысле, верили в каждое слово агады, и считали ересью всякое другое об этом мнение.
Аггада давала своим читателям характеристики общества и отдельных его представителей, символы вероотступничества и богоборчества — и символы аскетизма и благочестия, предоставляя проповедникам строжайшего благочестия, мистицизма и даже аскетизма неисчерпаемый материал. В ней можно найти описания быта — реалистические, и в то же время проникнутые юмором.
Агадическую литературу саму по себе можно назвать еврейской художественной литературой послебиблейского периода.
Агада в течение многих веков была важнейшим элементом национальной традиции, и краеугольным камнем еврейского фольклора. Она стала неотъемлемой частью литературного наследия, её элементы пронизывают всю еврейскую литературу.
Жанр поэзии на языке идиш, популярный в XVI веке — эпическая поэзия на библейские темы, основывался помимо непосредственно Библии, и на соответствующих агадических сказаниях.
Агада в еврейском фольклоре и в литературе на идиш нередко преломляется так, что библейские образы оказываются низведенными на бытовую почву. Примером такого снижения образов в фольклоре может быть традиция так называемых «пурим-шпил» — юмористических и сатирических любительских спектаклей, которые разыгрывались в праздник «Пурим» и в которых мотивы агады лишались религиозного контекста и приспосабливались «на злобу дня», а юмор и сатира в текстах нередко доходили до богохульства. С другой стороны, библейско-агадические образы в еврейской литературе значительно интимизированы.
У Бялика элементы агады можно найти в абстрагированной форме в его поэме «Свиток о пламени».
В творчестве Менделе Мойхер-Сфорима сказывается влияние агадических притч и парабол, особенно в его повести «Кляча».
Юмор Шолом-Алейхема в значительной степени питается постоянным игривым обращениям его персонажей к талмудическим изречениями и афоризмами для подкрепления житейской мудрости; особенно заметна эта «агадическая» черта в его «Тевье-молочнике».
Шолом Аш часто придаёт своим бытовым персонажам характерные свойства библейских фигур, в повести «Богач Шлойме» он описывает благодетельного богатея по канонам образа библейского патриарха.
По мнению С. В. Гордона, наиболее полно в еврейской литературе воплотил агадическое начало И. Л. Перец в своей серии рассказов Folkstimliche Geschichten («Народные предания»), поскольку он «как бы осуществил самую потаённую идею аггады — преодоление национальной исключительности, столь поощряемой „галахой“, и стремление к универсализму».
Благодаря популярности агадических сказаний, агада издавалась и отдельными антологиями. Самый известный такой свод — изданный в XV веке «Колодезь Иакова».
В начале XX века вышла составленная на иврите и адаптированная для широкого читателя шеститомная антология агадических текстов ««Сефер ха-Агада», то есть «Книга Агады»», выполненная Х. Н. Бяликом и И. X. Равницким. На русском языке известен частичный перевод этой антологии, сделанный С. Фругом, «Агада. Сказания, притчи, изречения Талмуда и Мидрашей в 4-х частях», изданный в Одессе, 1910—1919 (вышли лишь две части) с переизданиями в Берлине (1922), Иерусалиме (1972) и Москве в издательстве «Раритет» (1993). В 1999 году на русском языке вышла антология «Литература Агады».

### Антологии
- Агада. Сказания, притчи, изречения Талмуда и Мидрашей. Х. Н. Бялик, пер. С. Г. Фруга (1916)
- Литература Агады / сост. И. Бегун, X. Корзакова, комм. и примечания X. Корзакова, пред. А.Шинан. — «Знание» / ДААТ, 1999. — 381 с. — ISBN 5-86993-006-5.